# Cheiloneurus latiscapus
Cheiloneurus latiscapus är en stekelart som först beskrevs av Girault 1916.  Cheiloneurus latiscapus ingår i släktet Cheiloneurus och familjen sköldlussteklar. Inga underarter finns listade i Catalogue of Life.